# Antoni Isac
Antonio Isac Aguilar (Lérida, España, 1950) es un jurista y político español, militante de Convergencia i Unió. Fue Consejero de Justicia de la Generalidad de Cataluña de 1992 a 1995. 

## Biografía

### Trayectoria profesional
Licenciado en Derecho por la Universidad de Barcelona en 1973 y Registrador de la Propiedad y Mercantil desde 1976. Ha sido presidente territorial los Registradores de la Propiedad y Mercantiles de Cataluña (1988-1992) y miembro de la Comisión Jurídica Asessora de la Generalidad de Cataluña entre 1990 y 1992. Como jurista, formó parte de dos comisiones redactoras de anteproyectos de ley en el Departamento de Justicia de la Generalidad.
En el ámbito docente, ha sido profesor de Derecho Civil en la Universidad de Barcelona, en el Estudio General de Lleida (1978-1984) y en la Universidad Autónoma de Barcelona (1984-1988), y fundador y profesor del Máster en Derecho Urbanístico e Immobiliario de la Universidad Pompeu Fabra desde 1989.

### Trayectoria política
Militante de Unió Democràtica de Catalunya (UDC) desde 1986, fue presidente de la Comisión de Justicia del partido entre 1989 y 1992. El 22 de diciembre de 1992 el Presidente de la Generalidad de Cataluña, Jordi Pujol, llevó a cabo una remodelación de su gobierno, nombrándole Consejero de Justicia, cargo que desempeñó hasta febrero de 1995. 
| Predecesor: Agustí Bassols | Consejero de Justicia de la Generalidad de Cataluña 1992-1995 | Sucesor: Núria de Gispert |

- Datos: Q8201068